# Hiroki Mizumoto
Hiroki Mizumoto (水本 裕貴, Mizumoto Hiroki, Ise, 12 september 1985) is een Japans voetballer die als verdediger speelt.

## Carrière
Hiroki Mizumoto speelde tussen 2004 en 2010 voor JEF United Chiba, Gamba Osaka en Kyoto Sanga FC. Hij tekende in 2011 bij Sanfrecce Hiroshima.

## Japans voetbalelftal
Hiroki Mizumoto debuteerde in 2006 in het Japans nationaal elftal en speelde 5 interlands.

## Statistieken
| Japans voetbalelftal | Japans voetbalelftal | Japans voetbalelftal |
| Jaar                 | Wed.                 | Dlp.                 |
| -------------------- | -------------------- | -------------------- |
| 2006                 | 2                    | 0                    |
| 2007                 | 0                    | 0                    |
| 2008                 | 1                    | 0                    |
| 2009                 | 0                    | 0                    |
| 2010                 | 0                    | 0                    |
| 2011                 | 0                    | 0                    |
| 2012                 | 2                    | 0                    |
| 2013                 | 0                    | 0                    |
| 2014                 | 1                    | 0                    |
| 2015                 | 1                    | 0                    |
| Totaal               | 7                    | 0                    |